# Carlos Queiroz Telles
Pour les articles homonymes, voir Queiroz  (homonymie) et Telles.
Carlos Queiroz Telles, né à São Paulo (Brésil) le 9 mars 1936 et mort dans cette ville le 17 février 1993, est un écrivain, poète et dramaturge brésilien.